# ليونيد ماركوف
ليونيد ماركوف هو ممثل كازاخستاني (وحمل سابقاً جنسية الاتحاد السوفيتي)، ولد في 13 ديسمبر 1927 في كازاخستان، وتوفي في 2 مارس 1991 بموسكو في روسيا بسبب سرطان المعدة. من الجوائز التي نالها جائزة الدولة السوفيتية سنة 1984 وفنان الشعب في الاتحاد السوفيتي ووسام الراية الحمراء من حزب العمال وفنان الشعب لجمهورية روسيا السوفيتية الاتحادية الاشتراكية ‏.

## جوائز
- جائزة الدولة السوفيتية (1984)
- فنان الشعب في الاتحاد السوفيتي
- وسام الراية الحمراء من حزب العمال
- فنان الشعب لجمهورية روسيا السوفيتية الاتحادية الاشتراكية [الإنجليزية]‏

## وصلات خارجية
- ليونيد ماركوف على موقع IMDb (الإنجليزية)
- ليونيد ماركوف على موقع قاعدة بيانات الفيلم (الإنجليزية)
- ليونيد ماركوف على موقع كينوبويسك (الروسية)